# Волынская икона Божией Матери
Волынская икона Божией матери — датируемая началом XIV века икона типа «Одигитрия», которая веками хранилась в Покровской церкви города Луцка. Один из древнейших памятников живописи, сохранившихся на западе Украины.
Когда в 1962 году на этот небольшой (85 × 48 см) памятник древнерусской живописи обратила внимание искусствовед Лада Миляева, «икона почти сплошь была закрыта грубой безвкусной бархатной ризой; лишь небольшие прорези на ней открывали лицо Марии и младенца». Образ был раскрыт от позднейших наслоений и передан в экспозицию Национального художественного музея в Киеве. В феврале 2012 года сообщалось, что из-за падения температуры в помещениях музея на иконе «пошла пузырями практически вся краска».
Происхождение иконы достоверно не установлено. Предпринимались попытки приурочить её написание к переносу в 1289 году князем Мстиславом Даниловичем епископской кафедры в церковь Иоанна Богослова, что в Верхнем замке. Иконография отмечена явным балканским влиянием. Статичность лика Богоматери, её суровый взор, длинный и тонкий нос, сомкнутость миниатюрных уст — всё это имеет параллели в охридских памятниках того же времени.